# Защита Паламеда
«Защита Паламеда», также «Апология Паламеда» (др.-греч. Ὑπέρ Παλαμήδους ἀπολογία) — произведение древнегреческого софиста и ритора Горгия V века до н. э.
«Защита Паламеда» была учебной речью. На её основе Горгий обучал риторике, аргументации и технике красноречия. Произведение представляет собой речь героя Троянской войны Паламеда, которую ему следовало бы произнести для своего оправдания. Тема парадоксальна, так как согласно мифу Паламеда убили по ложному и подстроенному обвинению Одиссея.
Значение речи состоит в том, что в ней «отец риторики» Горгий применил несколько приёмов красноречия, которые потом активно использовали его многочисленные ученики. Также Горгий впервые, во всяком случае из дошедшей до нас античной литературы, описал технику двухшагового опровержения тезиса, получившую название «аргумента от противного».

## История написания
«Защиту Паламеда» датируют промежутком между 30-ми годами V века до н. э. и первым десятилетием IV века до н. э. По мнению Чарльза Сегала эта речь имеет сходство с речью Сократа в суде 399 года до н. э. в изложении Платона. Более того «Защита Паламеда» могла оказать влияние на «Апологию Сократа» Платона.
Сюжет «Защиты Паламеда» также разрабатывали в одноимённых трагедиях Софокл и Еврипид. Согласно классической версии мифа Одиссей зарыл в шатре Паламеда драгоценности, а затем доставил Агамемнону подложное письмо от имени царя Трои Приама. В нём были перечислены выданные Паламеду за измену ценности. Греки решили, что их герой предал общее дело, и побили его камнями. «Защита Паламеда» была учебным пособием на основе которого люди, которых Горгий обучал риторике, изучали аргументацию и технику речей. Произведение представляет собой речь Паламеда, которую тот должен был бы произнести для своего оправдания.

## Особенности построения текста
Вначале Паламед подготавливает аудиторию, возбуждает жалость к обвиняемому и ненависть к обвинителю: «Говоря же об этом, откуда начну? Что же скажу в первую очередь? Куда ж направлю защиту? Ибо недоказанная вина ужас внушает очевидный, из-за ужаса же необходимо происходит смятение в словах, если только я не научусь чему-то от самой истины и существующей необходимости — учителей скорее опасных, нежели искусных». Обвинения Одиссея столь «поспешны и нелепы», что «оглушают и ставят в тупик» обвиняемого. Этими оборотами речь должна вызвать жалость к Паламеду и негативные чувства к Одиссею. Обвиняемый ошарашен нападкой, у него нет заготовленной речи и фактически он выступает экспромтом, что эмоционально склоняет судей на его сторону. Современники связывают появление жанра эпидейктических речей — выступлений, направленных на создание у слушателя определённого эмоционального состояния, с двумя произведениями Горгия — «Защитой Паламеда» и «Похвалой Елене».
Паламед строит защиту на тезисах, что он не мог бы совершить измены, даже если бы этого желал, и не захотел бы её совершать, если бы и мог. В первой части Паламед перечисляет всё, что нужно для предательства. В речи он объясняет, что ни один из этих шагов он не был в состоянии совершить. Аргументация основана на «приёме матрёшки» — чтобы предать греков, следовало бы сделать А, что невозможно; но если бы А было возможным, то потребовалось бы выполнение условия В, а так как В невозможно… и т. д. Чем больше таких последовательных логических составляющих вписано в общую нить повествования, тем более убедительной выглядит вся аргументация. Вторая часть «Защиты» касается мотивов, которые побуждают человека пойти на измену (деньги, власть и т. п.). Каждый из них рассматривается по отдельности, и по каждому Паламед доказывает его несостоятельность. Горгий выделил два типа мотивов в совершении преступлений: (1) для получения чего-либо и (2) во избежание потери. Все возможные мотивы предательства Паламеда рассортированы в соответствии с этими типами. Паламед доказывает, что если бы ему удалось предательство, то оно привело бы к противоположным результатам рассматриваемых мотивов преступлений.
В произведении Горгий применил новую для того времени технику двухшагового опровержения тезиса, получившую название «аргумента от противного». Так, имеется тезис (А), что Паламед ложно обвинён Одиссеем. Техника доказательства построена от обратного, от допущения, что Паламед виновен. В ходе обвинения Одиссей, сам того не желая, приписывает Паламеду одновременно безумие и мудрость: «Ты в своем обвинении посредством вышеприведенных рассуждений приписал мне две крайние противоположности: мудрость и безумие, что невозможно иметь одному и тому же человеку. Ведь поскольку ты говоришь, что я искусен, весьма способен и изобретателен, ты приписываешь мне мудрость, а поскольку ты говоришь, что я предал Грецию, (ты приписываешь мне) безумие». Горгий демонстрирует, что одновременное признание мудрости и безумия приводит к возникновению логического противоречия, то есть к «В» и «не В». А раз так, то верить Одиссею нельзя и соответственно обвинение ложно. Используемая Горгием техника предполагает двухшаговое опровержение тезиса: (1) вначале определяется несколько альтернатив, одна из которых истинна, если тезис верен, а затем (2) каждая из альтернатив по очереди опровергается.

## Публикации
«Защита Паламеда» — одна из двух сохранившихся до наших дней речей Горгия. Первое печатное издание речей Горгия было подготовлено книгопечатником Альдом Мануцием в составе книги «Oratores Graeci» и опубликовано в 1513 году в Венеции. Впоследствии речь переиздавали в оригинале и переводах на различные языки, в том числе в составе серий Collection Budé и Loeb Classical Library. Впервые на русском языке «Защита Паламеда» среди прочих произведений софистов была опубликована А. О. Маковельским в 1940 году. Она представляла собой перевод с немецкоязычного издания Г. Дильса и В. Кранца.